# Eurowag
W.A.G. payment solutions, a.s., cunoscută sub marca Eurowag, oferă soluții pentru transportul rutier și de marfă în Europa. Platforma simplifică viața pentru milioane de șoferi comerciali și operatori din întreaga Europă printr-o combinație unică de soluții de plată, tehnologie, un ecosistem digital bazat pe date și servicii de înaltă calitate pentru clienții săi.
Compania are peste 1.000 de angajați din 30 de naționalități, într-un total de 18 sucursale din Europa și Orientul Mijlociu. Serviciile companiei sunt folosite de transportatori pentru a gestiona peste 100.000 de camioane în 30 de țări europene.

## Istoric
A fost fondată în 1995 în Republica Cehă de către actualul proprietar majoritar și președintele consiliului de administrație, Martin Vohánka.
Grupul a fost înființat ca și comerciant de produse petroliere, care revindea carburant de la rafinăriile din Republica Cehă către exploatații agricole, întreprinderi industriale și stații de alimentare.  În 2000, compania s-a mutat din Most la Praga și și-a extins portofoliul de produse cu cardul de carburant Eurowag. La 1 ianuarie 2001, firma nou înființată W.A.G. payment solutions , a.s., a preluat toate pasivele și activele W.A.G. grup s.r.o.. Un eveniment important a avut loc în 2005 atunci când a avut loc deschiderea primei parcări Eurowag în Republica Cehă.
În următorii 15 ani (2005 -2020) au avut loc evenimente importante în dezvoltarea companiei și a portofoliului de servicii: introducerea soluțiilor electronice pentru taxa de drum (2006), extinderea la nivel internațional a rețelei de acceptanță pentru carburant în Europa (2007), deschiderea biroului din Slovacia, urmat de cele din Polonia, Ungaria și România (2008), deschiderea parcărilor de camioane Eurowag din Polonia, urmate de cele din Ungaria și Slovenia, toate într-un singur an (2013), lansarea serviciilor de rambursare a taxelor TVA (2014), obținerea licenței de furnizor european de servicii electronice pentru taxa de drum (2017), achiziționarea Sygic, extinderea competențelor pentru platforma LBS (2019), crearea unei platforme integrate de servicii de mobilitate digitală (2020).

## Servicii
Eurowag folosește tehnologia proprie pentru a îmbunătăți performanța operatorilor de transport rutier comercial, oferind o gamă largă de servicii integrate, inclusiv plăți fără atingere pentru energie și taxe, rambursăriTVA și acciză, informații despre vehicule și telematică, rutare inteligentă și alte servicii, inclusiv prin intermediul aplicației de top Road Lords.
Celelalte servicii ale Eurowag includ plata taxei de drum și plata altor taxe (de exemplu, pentru parcare, spălătorie și reparații auto), rambursări TVA și acciză din alte state membre, telematică , finanțarea capitalului de lucru  și o serie de servicii conexe. 
Eurowag este, de asemenea, dedicat dezvoltării durabilității și a combustibililor alternativi, cum ar fi GNL. În același timp, operează peste 300.000 de stații de încărcare pentru mașini electrice în toată Europa. Eurowag oferă companiilor de transport internațional servicii în domeniul mobilității rutiere precum plăți pentru carburant sau încărcarea vehicule electrice printr-o rețea de acceptare internațională. Viziunea companiei este de a oferi servicii și beneficii ale digitalizării chiar și micilor transportatori. Numărul clienților Eurowag crește în medie cu 20% pe an.

## Sustenabilitate
Fiind o companie imensă care nu are cum să nu lase un impact asupra mediului înconjurător, Eurowag are o politică solidă ce ține de responsabilitatea socială.
În 2021, Eurowag și-a prezentat strategia ESG pentru a sprijini scopul Grupului de a crea soluții financiare și tehnologice durabile în beneficiul industriei de transport rutier comercial, al societății și al mediului.
În timp ce principiile ESG au fost întotdeauna un scop central al  Eurowag, a fost oficializată abordarea pentru a  ajuta clienții să prospere, pentru a face transportul rutier mai curat, mai eficient și mai sigur și pentru a ajuta angajații și comunitățile să prospere într-un mediu sănătos.
Astfel printre principalele angajamente ale companiei sunt reducerea a emisiilor de carbon rezultate din propriile operațiuni cu 50% până în 2030, luând ca referință anul 2019; un obiectiv cu privire la diversitate, echitate și incluziune, țintind spre o reprezentare feminină de 40% în funcțiile de conducere până în 2025, luând ca referință anul 2021 precum și angajamentul continuu de a dona anual 1% din profitul consolidat înainte de impozitare unor cauze caritabile din Europa.